# Григорович И-Z
Григорович И-Z (рус. Григорович И-Z) је ловац са топовима направљен у СССР-у. Авион је први пут полетео 1933. године. 

Распон крила авиона је био 11,50 метара, а дужина трупа 7,65 метара. Празан авион је имао масу од 1320 килограма. Нормална полетна маса износила је око 1648 килограма. Био је наоружан са два топа калибра 76 милиметара АПК-4 са 14 граната.

## Наоружање
| Наоружање авиона: Григорович   |         |
| Ватрено (стрељачко) наоружање  |         |
| Топ                            |         |
| Број и ознака топа             | 2 АПК-4 |
| Број граната                   | 14      |
| Калибар                        | 76      |
| Митраљез                       |         |
| Број и ознака митраљеза        | 1 ПВ-1  |
| Калибар                        | 7,62    |
| Бомбардерско наоружање (бомбе) |         |
| Ракетно наоружање (ракете)     |         |